# Radnice v Načeradci
Radnice v Načeradci spolu se zvonicí v okrese Benešov je památkově chráněnou budovou.

## Radnice
Z urbanistického hlediska je to mimořádně hodnotný areál tvořící s kostelem dominanty náměstí. Budova radnice čp. 152 leží v severní části Zámeckého náměstí západně od kostela sv. Petra a Pavla.
Renesanční budova radnice byla vystavena v roce 1543 a přistavena ke gotické zvonici a pravděpodobně i k obvodové hradební zdi opevněného kostela.
V 18. století – uvádí se rok 1738 – byla barokně přestavena, další stavební úpravy byly provedeny koncem 19. století v roce 1898. V této podobě se budova zachovala dodnes.
Budova je jednopatrová s úzkým průčelím obráceným do náměstí s mansardovou střechou s věžičkou a vikýřem s hodinami.
Vstupy do budov jsou z obou širších stran (nikoliv z průčelí), na levé straně je vstup v nižší úrovni než z protilehlé ulice. Vnitřní chodba je průchozí, v západní části je v úrovní přízemí, na východní (na straně ke kostelu) v úrovni 1. patra. 
Fasády budovy byly nově upraveny.
Dnes v budově sídlí úřad městyse Načeradec.
Kromě úřadu je od roku 2017 v budově stálá expozice Okénko do života našich předků o minulosti budovy a celého regionu.

## Zvonice

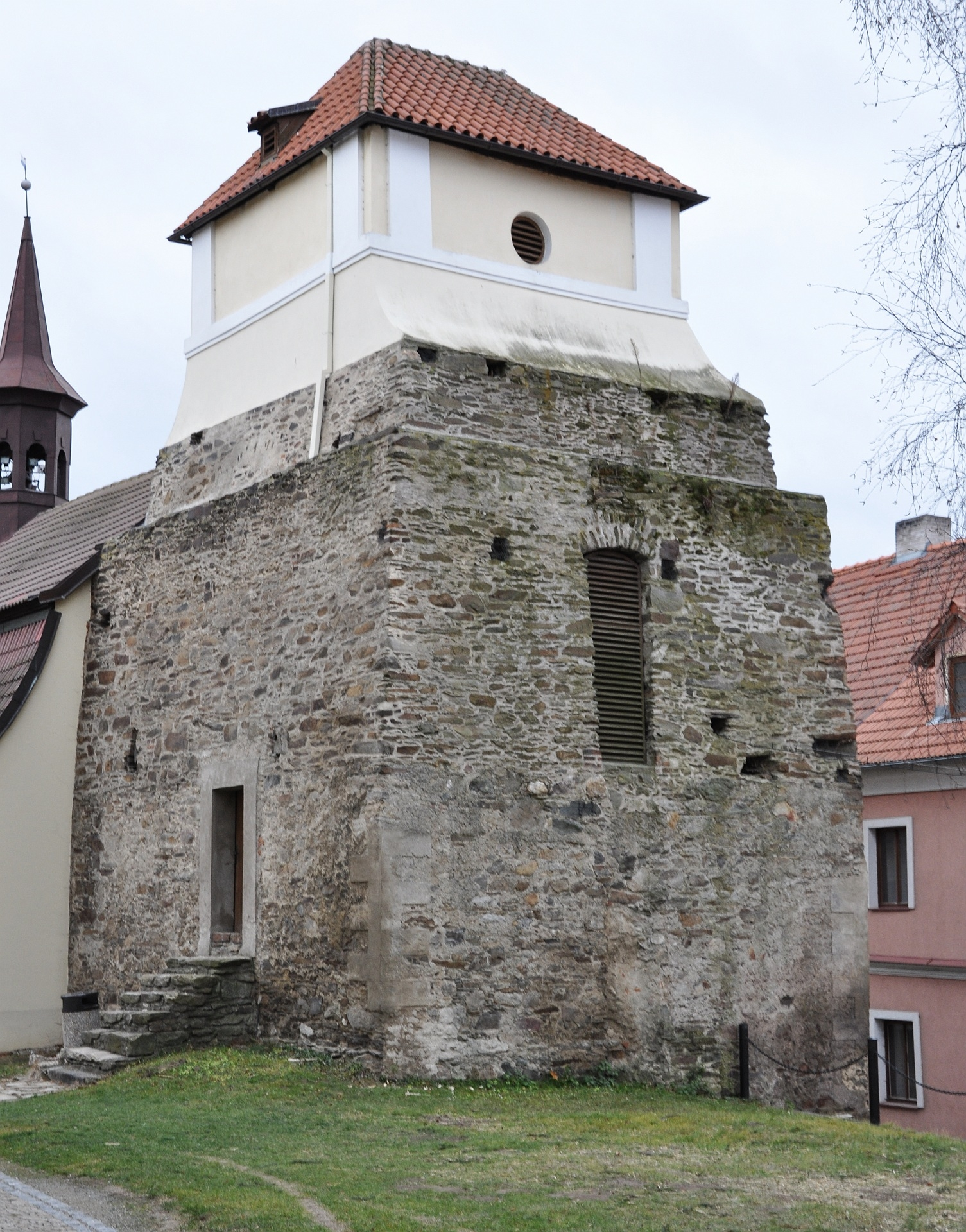
Zvonice u radnice

Součástí radnice je v severní části věžovitá pozdně gotická budova, která bývala solnicí, mylně však bývala považovaná za zbytek středověké tvrze. Stavba původně tvořila součást opevnění kostela. Původní budova byla solnicí, později, po roce 1545 dle dendrochronologie byla přistavěna horní část, která se stala zvonicí. Dolní přízemní část je přístupna z prostor radnice a horní část je přístupna venkovním vstupem. Věž je zakončena klasicistní dostavbou z roku 1818 se zvonicovým patrem s historickým zvonem.
Zvonice s řadou autentických prvků je hodnotnou středověkou stavbou.